# Cantonul Vendôme-2
Cantonul Vendôme-2 este un canton din arondismentul Vendôme, departamentul Loir-et-Cher, regiunea Centru, Franța.

## Comune
- Areines
- Marcilly-en-Beauce
- Meslay
- Sainte-Anne
- Saint-Ouen
- Vendôme (parțial, reședință)
- Villerable
- Villiersfaux